# Château d'Ajat
Le château d'Ajat est un château français situé à Ajat, dans le département de la Dordogne, en région Nouvelle-Aquitaine.

## Localisation
Le château d'Ajat est un château implanté dans le Périgord noir au nord de la commune d'Ajat, en rive gauche de la Vézère.

## Historique
Le château actuel a été construit sur les bases d'un château du XIIIe siècle administré par les Templiers. Les différents éléments du château ont été construits du XIVe siècle au XVIIIe siècle.
Le fief d'Ajat a appartenu à une branche de la famille de Hautefort sortie du rameau de Marqueyssac. René de Hautefort, seigneur de la Motte, de Marqueyssac, de Bruzac, qui s'était marié le 12 juillet 1618 avec Jeanne de Marqueyssac. Son fils, François de Hautefort, dit le marquis d'Ans-Hautefort, seigneur d'Ajat, de Bauzens, du Change, s'est marié le 23 mai 1661 avec Jeanne d'Abzac de la Douze. Il est mort dans son château d'Ajat le 23 décembre 1718. De ce mariage sont nés :
- Bernard de Hautefort, dit le marquis d'Ajat, qui a épousé le 28 janvier 1700, Marie de Montesquieu de Montluc qui lui a apporté le château de Fages, dans le Périgord, d'où :
  - Marie-Thérèse de Hautefort, seigneur d'Ajat, Bauzens, Fages et autres places, mariée à Jacques Arlot de Frugie (†1795), comte de La Roque, seigneur d'Ajat ou Ajac, Bauzens, Fages, le Bousquet, le Mas, lieutenant général des armées du roi, commandeur de l'ordre de Saint-Louis ;
    - Suzanne-Thérèse d'Arlot de Frugie de la Roque mariée en 1759 avec Henri-Jacques de Taillefer (1739-1805[4] ;
      - Henri-François-Athanase de Taillefer, appelé comte Wlgrin de Taillefer
      - Marie-Thérèse-Fortunée de Taillefer (1760- ), mariée en 1780 avec Guillaume-Joseph de Lartigue de Casaux, président au parlement de Bordeaux ;

  - François-Joseph de Hautefort (1710-1736)[5] marquis d'Ajat, marié en 1736 avec Anne Marie Claude Berbier du Metz ;
- Marie de Hautefort (1663-1731), mariée avec Jean-François Duchesne, comte de Montréal, lieutenant général, juge mage du Périgord
- Jean-Louis de Hautefort (1664-1743), comte de Hautefort-Bauzens, lieutenant général des armées du roi, gouverneur de la ville et château de Saint-Malo, marié en 1726 avec Madeleine d'Anneau de Saint-Gilles (†1731) veuve de Nicolas de Labrousse, comte de Verteillac,
- Jeanne Charlotte de Hautefort (†1754) mariée en 1693 avec Antoine Joseph de Faubournet de Montferrand, seigneur de Saint-Orse (1662-1747)
- Renée de Hautefort mariée à Jean de Sanzillon, seigneur de Doulhiat ;
  - Catherine de Sanzillon
- Ysabeau de Hautefort (1681-1752), demoiselle du Change, religieuse ursuline[6].

La famille de Hautefort a gardé le château jusqu'à la Révolution.

## Protection
Le château est inscrit au titre des monuments historiques le 8 juin 1925.

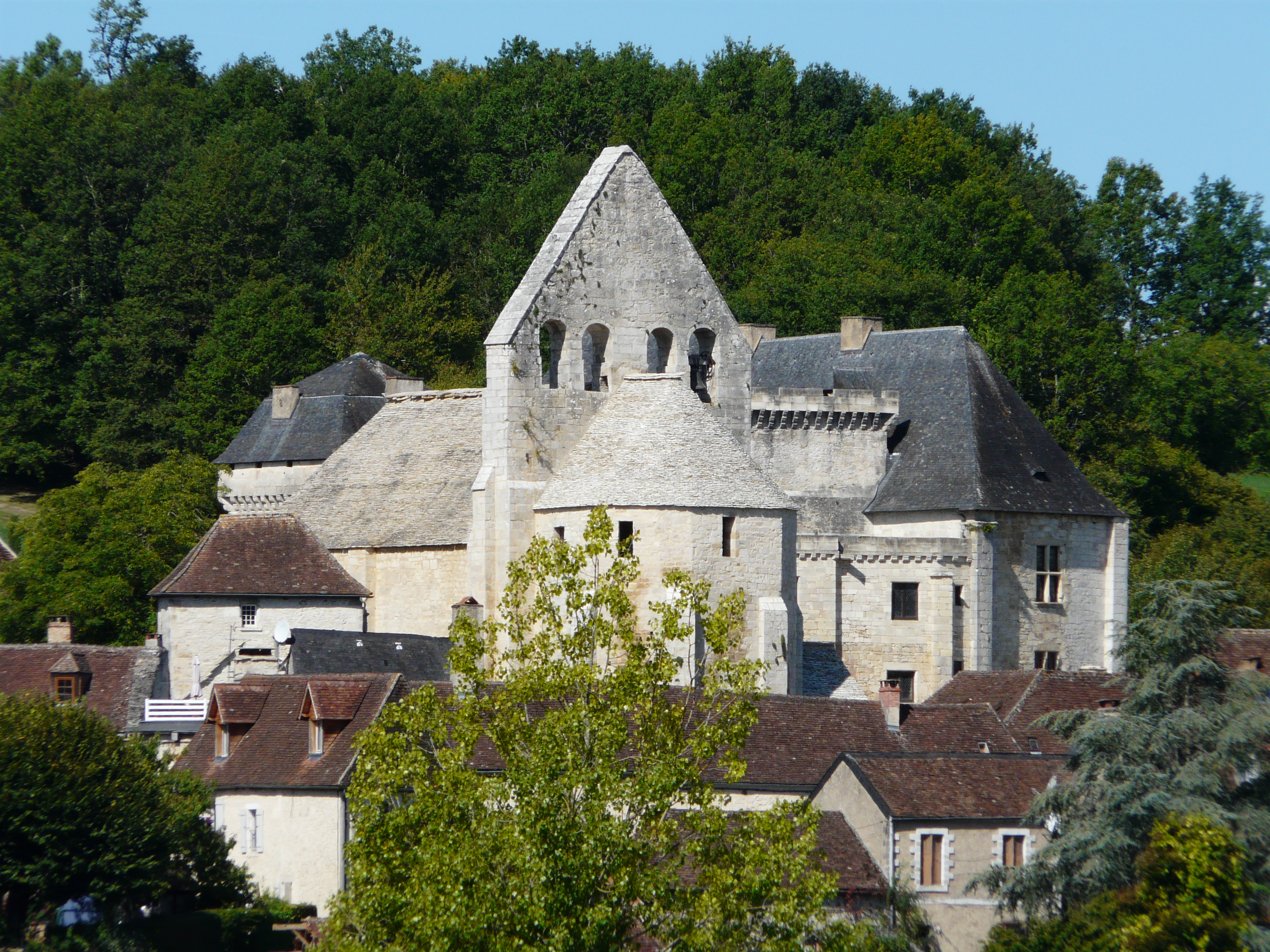
Le château à côté de l'église Saint-Martin
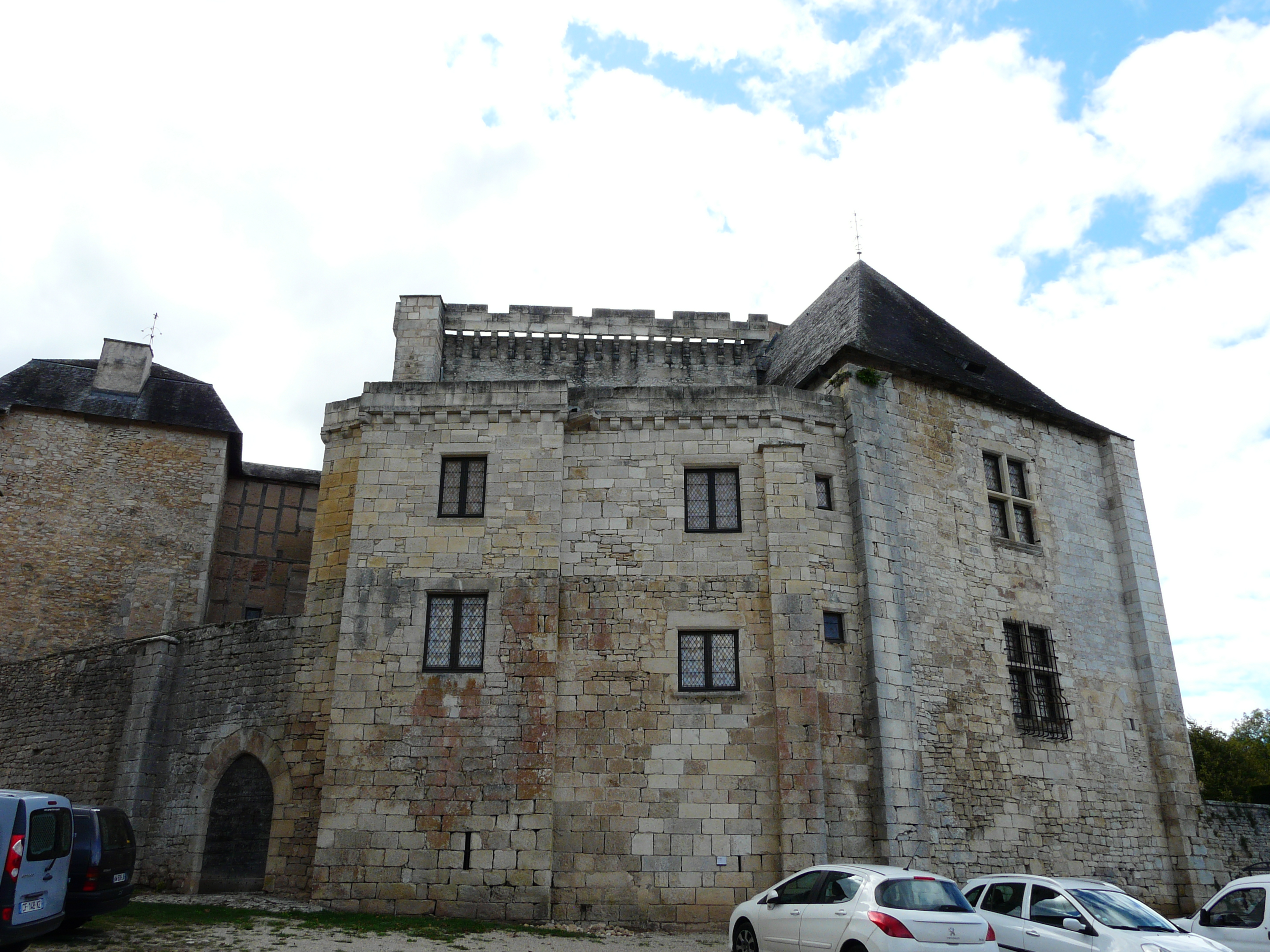
Une façade du château